# Iglesia parroquial de San Sebastián (Lermanda)
La iglesia parroquial de San Sebastián es una iglesia de estilo gótico-renacentista de planta de cruz latina del s. XVI en Lermanda (Álava). Construida en mampostería y sillarejo, tiene varias construcciones adosadas que ocultan su estructura original. 

## Historia
La obras de edificación de este templo comienza en 1510, y a lo largo del siglo XVI se levantó lo que actualmente se conserva, bajo la dirección de varios maestros canteros sucesivos, tales como Martín de Azurio, Martín de Mendiola o Martín de Alzola, Juan Vélez. La iglesia se terminó completamente alrededor de 1679.  
En 1857 se añadió la espadaña, visible en el exterior, realizada en sillares, y que fue trazada por Justo de Urrestarazu.

## Descripción
Exterior

Interior
La iglesia conserva un retablo mayor y dos laterales, además de varias tallas interesantes. El retablo mayor, de estilo barroco, fue levantado en 1699 por el arquitecto vitoriano Gregorio de Larrar. Consta de un banco, un cuerpo principal articulado por cuatro columnas salomónicas y un ático. En 1725, fue policromado por Antonio Rico y se le añadió un sagrario neoclásico en 1816. La imagen principal representa al titular de la parroquia. Se trata de una escultura del santo mártir desnudo, fechada en la primera mitad del siglo XVI. Flanqueando la imagen central, se hallan dos pinturas de San Fabián y San Gregorio, del pintor José de Herrera en 1827.
Los dos retablos laterales son idénticos en diseño y cronología, datados de mediados del siglo XVII, y proceden de la cercana iglesia de Otazu, adquiridos en 1814. Están dedicados a San Juan Bautista y a la Virgen del Rosario, aunque en su origen tenían otras advocaciones. Estos retablos constan de un banco, un único cuerpo con cuatro columnas acanaladas y un ático decorado con motivos vegetales.

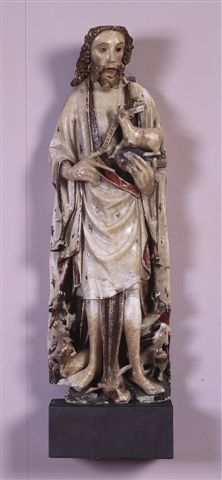
Talla de San Juan Bautista de la Iglesia parroquial en Lermanda

Entre estos retablos destaca especialmente la escultura titular del retablo de San Juan Bautista, una obra excepcional dentro del patrimonio alavés. Se trata de una pequeña escultura de alabastro inglés, fechada entre 1420 y 1460. Es posible que formara parte de un retablo completo de alabastro, pero actualmente es una pieza aislada que ha sido reutilizada en un retablo barroco. Por razones de seguridad, esta obra se encuentra depositada en el Museo Diocesano de Arte Sacro de Vitoria. La escultura presenta los rasgos inconfundibles de los alabaster men ingleses del siglo XV: ojos saltones, dedos largos, labios estrechos y alargados, y pies en forma de aleta. La iconografía del bautista es también la típica de este tipo de obras, mostrándolo vestido con una piel de camello cuyos cuello y cabeza se asoman hasta los pies del santo, señalando con el dedo el cordero que porta sobre un libro en su mano izquierda y rodeado de cabezas de animales. Estas características se pueden encontrar en otras obras inglesas de alabastro, como en el retablo de la Colegiata de Daroca (Zaragoza). Aunque se desconocen las circunstancias exactas de la llegada de esta obra a Lermanda, no es un caso aislado, ya que los talleres ingleses surtieron de alabastro a toda Europa durante el siglo XV.